# Trigonoptera woodfordi
Trigonoptera woodfordi es una especie de escarabajo longicornio del género Trigonoptera, tribu Tmesisternini, subfamilia Lamiinae. Fue descrita científicamente por Gahan en 1888.

## Descripción
Mide 12-17,5 milímetros de longitud.

## Distribución
Se distribuye por Islas Salomón.